# 卡扎奇卡河 (滨海边疆区)
卡扎奇卡河（俄语：Река Казачка），前称六支河子，是滨海边疆区乌苏里斯克城区的河流，源起博里索夫高原，长80公里，流域面积646平方公里，注入博里索夫卡河。河宽平均10米，最宽25米。流速在0.40米每秒以下。